# Green Meadows
Green Meadows – jednostka osadnicza w Stanach Zjednoczonych, w stanie Ohio, w hrabstwie Clark.